# Coppe dei Piccoli Maestri

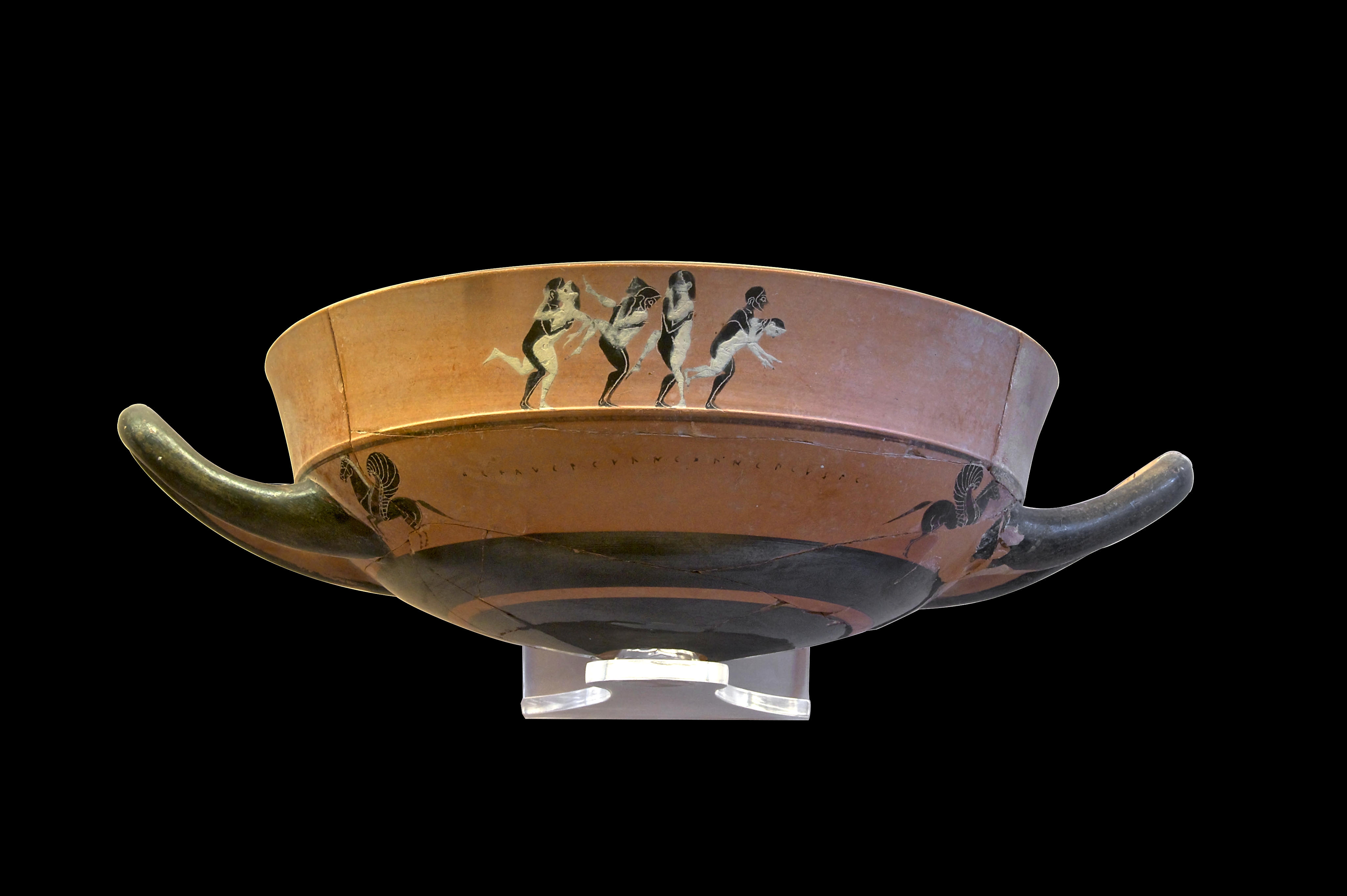
Lip Cup con scene di sesso (Rodi, 550-540 a.C.; la parte inferiore è perduta)

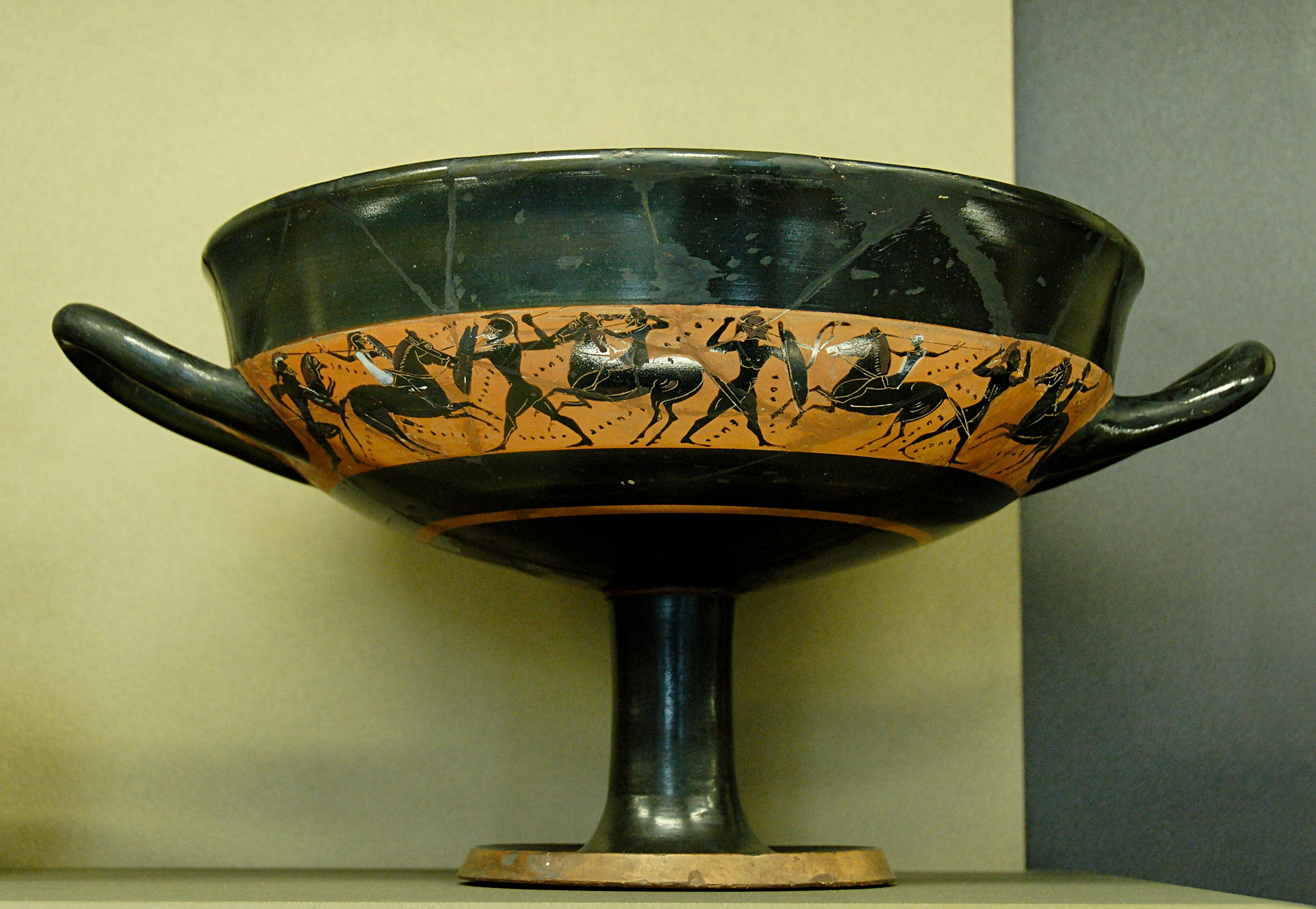
Band Cup di un artista attico sconosciuto (circa 540 a.C., Louvre F72)

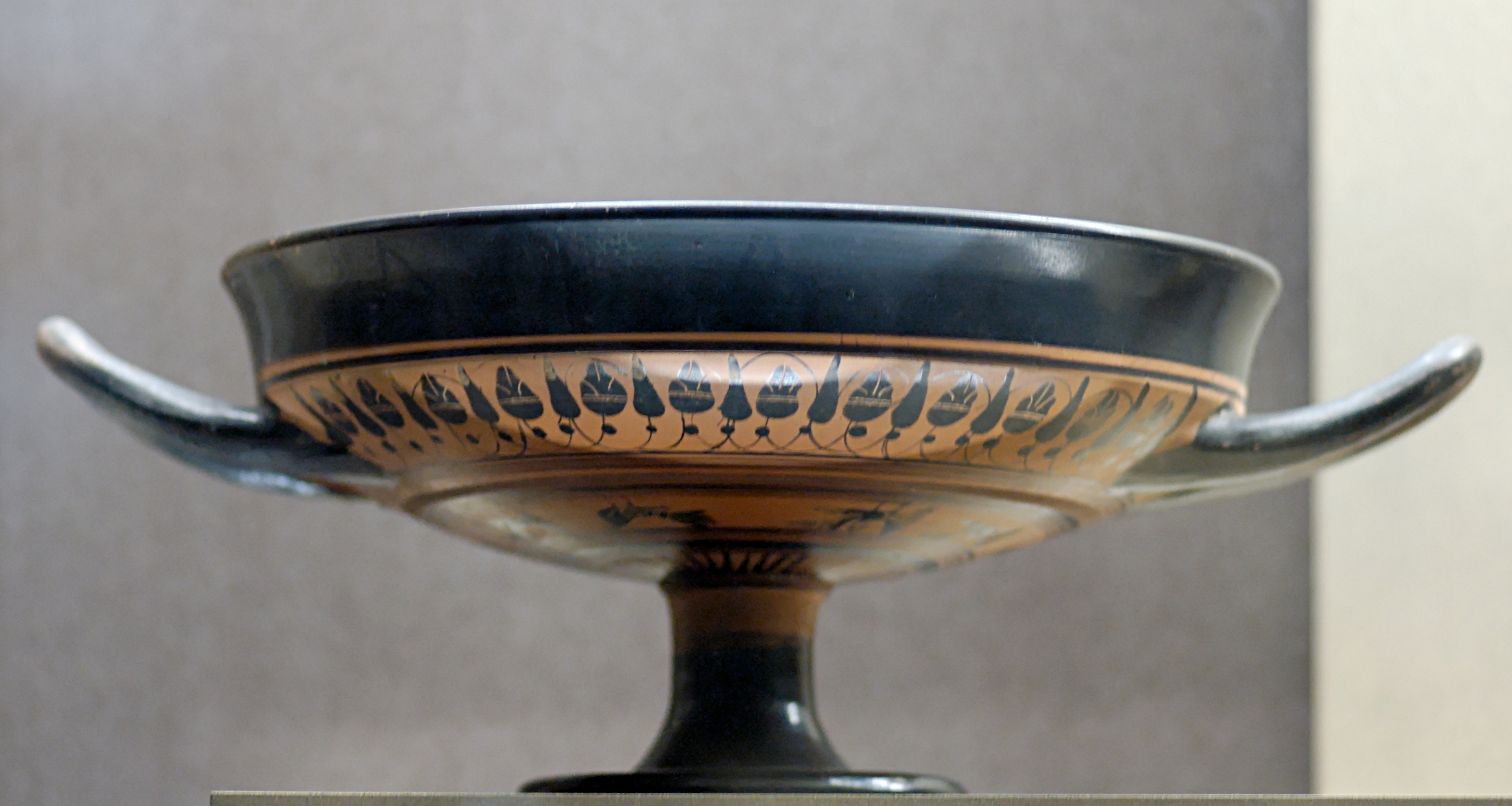
Droop Cup di un artista attico sconosciuto (circa 550-30 C.C., Louvre CA2512)

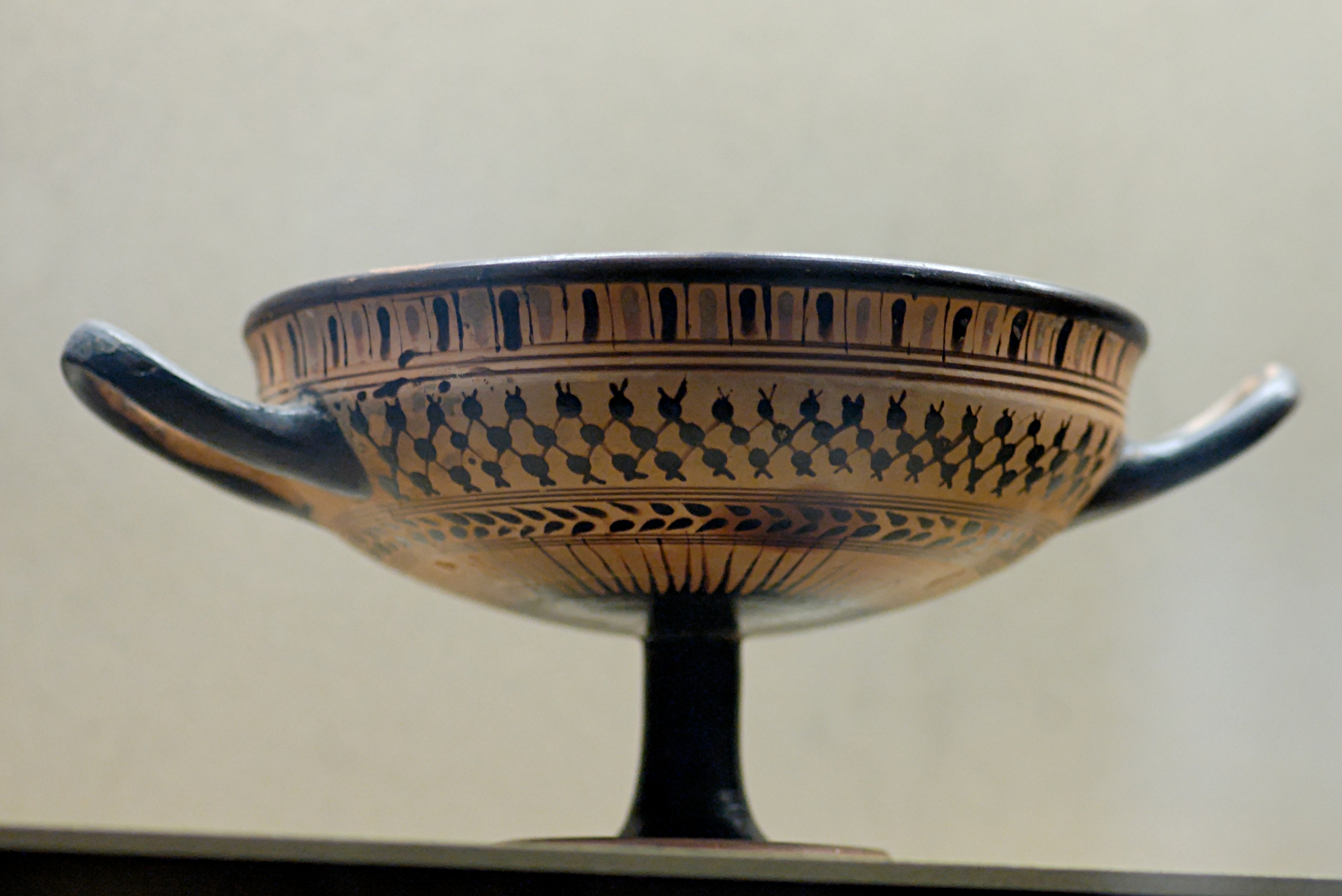
Kassel Cup di un artista attico sconosciuto (circa 540 a.C., Louvre E673)

Le Coppe dei Piccoli Maestri sono un tipo di coppe attiche a figure nere, prodotte verso la metà e il terzo quarto del VI secolo a.C. Il loro nome è dovuto alla loro raffinata decorazione di piccolo formato.
Le Coppe dei Piccoli Maestri sono di origine più tarda rispetto alle coppe di Siana, ma entrambi i tipi furono prodotti per un lungo periodo di tempo. I Piccoli Maestri dipingevano soltanto la piccola fascia al di sopra della carenatura della coppa, più raramente anche il labbro e la zona dei manici. Probabilmente soltanto pochi pittori di Siana dipinsero anche coppe dei Piccoli Maestri.
Uno dei primi artisti a produrre le coppe dei Piccoli Maestri ad Atene fu Kleitias. Il cambiamento nella decorazione andò di pari passo coll'allungarsi del piede delle coppe. I pittori che si dedicavano alle coppe dei Piccoli Maestri raramente dipingevano vasi più grandi, mentre risulta che i pittori specializzati in vasi di grande formato abbiano pitturato anche coppe dei Piccoli Maestri. Il confronto stilistico tra formati più grandi e più piccoli per quest'epoca rimane difficile.
Molte coppe dei Piccoli Maestri sono firmate (in particolare le Lip Cup), visto che la firma era spesso incorporata nel complesso della decorazione. Le firme sono soprattutto dei ceramisti, probabilmente perché la produzione del vaso era spesso di qualità più alta rispetto alla sua decorazione.

## Tipi
Sono noti diversi tipi di coppe:
- Band Cup
- Droop Cup
- Gordion Cup
- Kassel Cup
- Lip Cup
- Band Skyphoi